# Port Shepstone

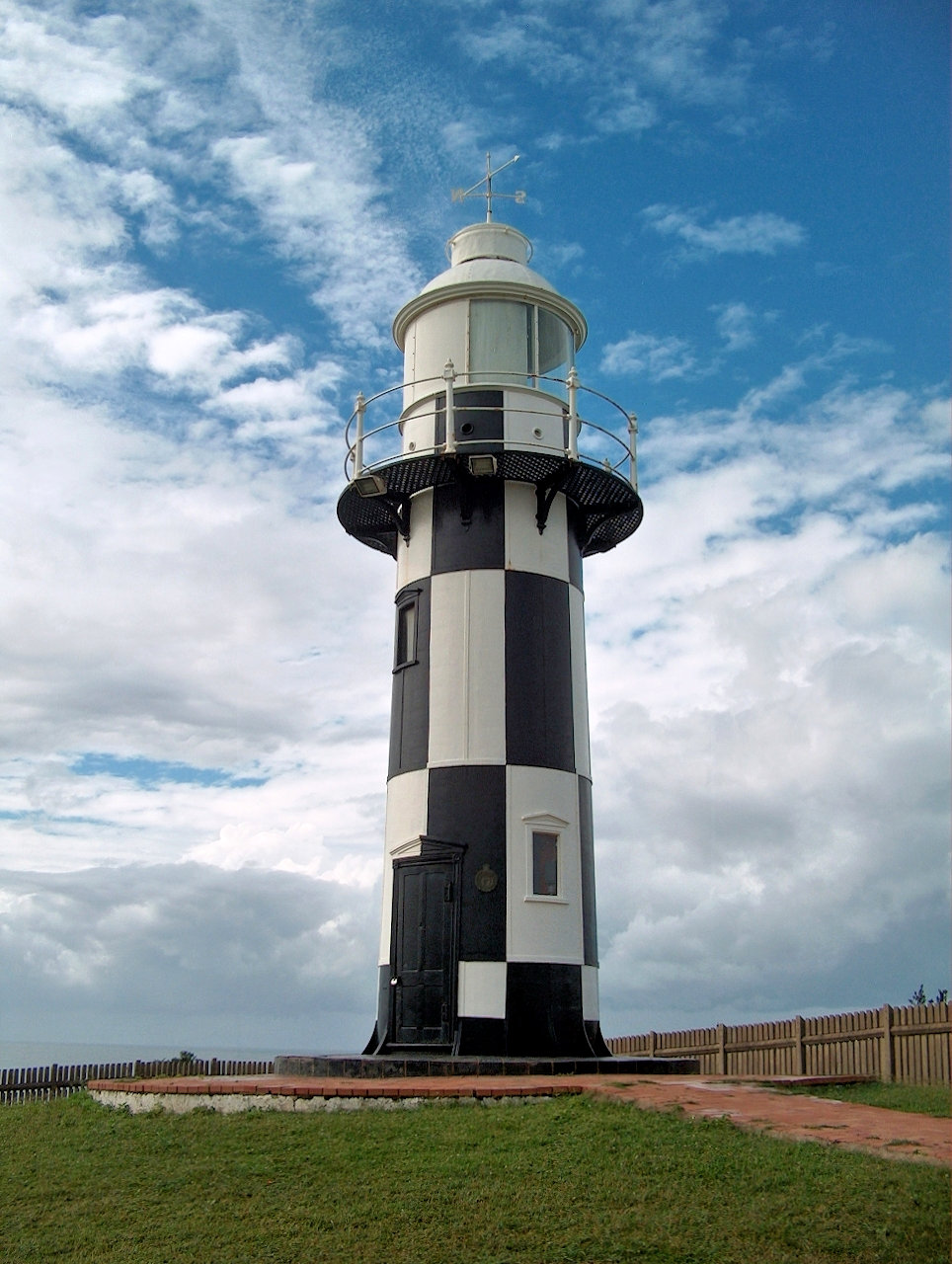
Leuchtturm in Port Shepstone (seit 1905 in Nutzung)

Port Shepstone liegt an der Mündung einer der größten Flüsse an der Südküste KwaZulu-Natals in Südafrika, dem Umzimkulu („das große Zuhause aller Flüsse“). Port Shepstone, 120 Kilometer südlich von Durban gelegen, ist das administrative und wirtschaftliche Zentrum und auch das der Bildung des südlichen Natals. 2011 hatte die Stadt 35.633 Einwohner.
Verschiedene Unternehmen haben sich hier angesiedelt, unter anderem eine Zuckermühle, eine Kalkaufbereitungsanlage und ein Travertinbruch. Außerdem werden im Distrikt auch Nutzhölzer gewonnen, Akazien-Rinde und subtropische Früchte geerntet.
Die Stadt dient in den Wettervorhersagen der SABC als Grenze und wird mit dem Satz „… von Port Shepstone bis zur Tugelamündung“ („… from Port Shepstone to the Tugela mouth“) erwähnt.
Im Township Gamalakhe ist die Aktion Abahlali baseMjondolo aktiv – einer Bewegung aus den Armenvierteln Durbans. Er wurde von Lungisani Jama gegründet.

## Geschichte
Port Shepstone wurde im Jahr 1867 gegründet, als in der Nähe Travertin gefunden wurde. Die Stadt wurde nach Theophilus Shepstone benannt, einem Mitglied der Regierung in Natal während der 1880er Jahre. Am 8. Mai 1880 landete das erste Küstenschiff im von William Bazley erbauten Hafen. Zwei Jahre später, 1882, siedelte eine Gruppe von 246 norwegischen Einwanderern in der Nähe. Sie spielten eine große Rolle in der Entwicklung des umliegenden Gebiets. Nachdem 1901 die Zugstrecke nach Durban geöffnet worden war, brauchte man den Hafen nicht mehr, was auch dazu führte, dass die Flussmündung wieder versandete und eine erneute Benutzung als Hafen unmöglich machte. Allerdings steht der Leuchtturm mit einer Leuchtstärke von 27.000 Candela immer noch an der Mündung des Umzimkulu.
Im Jahr 1883 wurde in der Stadt die erste Schule gegründet. Da sie in den 1950er Jahren zu klein wurde, teilte man die Schule in die Port Shepstone Primary School und Port Shepstone High School.

## Verkehr
Durch Port Shepstone führt die Nationalstraße N2. Des Weiteren hat Port Shepstone seit 1917 einen Bahnhof, der die Stadt mit Durban verbindet. Bis 2008 gab es auch noch eine Schmalspurbahn nach Harding, die Alfred County Railway.